# Chorizema carinatum
Chorizema carinatum là một loài thực vật có hoa trong họ Đậu. Loài này được (Meisn.) J.M. Taylor & Crisp miêu tả khoa học đầu tiên năm 1992.